# ビジネス未来人
『ビジネス未来人』（ビジネスみらいじん）は、2005年4月8日から2008年3月9日までNHK教育テレビで放送されていたNHK名古屋放送局製作の教養番組である。

## 概要
経済関連の教養番組で、毎回「新時代をひらく人」たちをゲストに迎え、VTRの映像を交えながら彼らにビジネスのノウハウを語ってもらっていた。また、2か月に1度の割合で総集編を放送していた。テーマ曲はデヴィッド・ボウイの「Heroes」。
この番組はNHK総合テレビでも放送されていた。ただし、同局での放送開始には地域によって差があり、中部地方7県では2005年4月16日から、それ以外の都道府県では同年10月3日から放送されていた。

## 放送時間
いずれも日本標準時、NHK教育テレビでの放送時間。別の時間帯での再放送あり。
- 金曜日 22:25 - 22:49 （2005年4月8日 - 2007年3月23日）
- 日曜日 19:30 - 19:55 （2007年4月8日 - 2008年3月9日）

## 出演者
- 三神万里子（ジャーナリスト・漫画家） - 番組の前後（総集編では1段落ごと）に流される1コマ漫画と、オープニングアニメーションのキャラクターデザインを担当。
- 廣田直敬（NHKアナウンサー） - 2005年度と2006年度に出演。
- 田中孝宜（当時NHKアナウンサー） - 2007年度に出演。